# SS Great Eastern
SS Great Eastern var et dampskib tegnet af den engelske ingeniør og foregangsmand Isambard Kingdom Brunel og bygget i jern på værftet J. Scott Russell & Co. i London. Ved sin søsætning i 1858 var hun langt større end noget hidtil bygget skib, og tiltænkt at kunne fragte 4.000 passagerer fra England til Australien uden at skulle laste kul undervejs. Hendes længde på 211 m blev først overgået i 1899 med den 215 m lange superliner RMS Oceanic, hendes tonnage på 18.915 BRT blev først overgået i 1901 af superlineren RMS Celtic på 21.035 BRT, mens de 4.000 passagerer først blev overgået i 1913 af SS Imperator, der kunne tage 4.935 passagerer. Som noget sjældent havde skibet dobbeltskrog og fem skorstene, hvoraf den ene dog senere blev pillet ned.
Brunel, som brugte kælenavnet "Great Babe" om skibet, døde kort tid efter jomfrusejladsen, hvor skibet blev beskadiget af en eksplosion. Efter istandsættelse sejlede hun i nogle år passagerer i rutefart mellem Storbritannien og Nordamerika, men som passagerskib blev hun en økonomisk fiasko, da hun sejlede langsommere end konkurrenterne og tilmed rullede voldsomt i søgang. I stedet blev hun i 1866 ombygget til kabellægger og lagde bl.a. det første driftsikre transatlantiske telegrafkabel. Hun endte sine dage i Liverpool som flydende music hall og reklamesøjle for stormagasinet Lewis's, før hun i 1889 blev hugget op.

## Idé
Efter at Brunel havde haft succes med at forny dampskibstrafikken til Nordamerika med skibene Great Western og Great Britain, begyndte han at interessere sig for den noget længere rejse fra Storbritannien til den vigtige britiske koloni Australien. Især var han optaget af mulighederne for at bygge et skib, som kunne gøre hele den lange rejse uden at skulle tage kul ombord undervejs.
I marts 1852 lavede Brunel i sin dagbog en skitse af et dampskib og skrev nedenunder: "Say 600 ft x 65 ft x 30 ft", svarende til 180 m x 20 m x 9 m. Et sådant skibs rumfang var seks gange større end den tids største skibe, og hvis et skib med så stor tonnage kunne sejle nogenlunde hurtigt, kunne det blive en god forretning, fordi det ville kræve mindre besætning end tilsvarende tonnage i mindre skibe. Men Brunel var klar over, skibet måtte have mere end én kraftkilde. Og da dobbeltskruede skibe stadig var på forsøgsstadiet, hældede han mere til et enkeltskruet skib med skovlhjul samt master og sejl. Som hjuldamper havde skibet også den fordel at kunne anløbe Calcuttas havn i den lavvandede Hooghly-flod.
Brunel delte sine ideer med John Scott Russell, en erfaren skibsbygger han havde møde på the Great Exhibition. Scott Russell gennemgik Brunels plan og regnede videre på skibets størrelse: det ville få et deplacement på 20.000 tons, og med 8.500 hk (6,3 MW) maskinkraft ville det kunne sejle 14 knob (26 km/t). Scott Russell troede på ideen, og han foreslog man kontaktede ledelsen i det nystartede Eastern Steam Navigation Company, som i sommeren 1852 gav deres støtte til byggeriet.
Skibet blev bygget mens man planlagde bygningen af Suezkanalen, og her var Great Easterns dybgang på op til 9,1 m problematisk, fordi kanalen kun skulle være 7,9 m dyb. Da kanalen blev åbnet i 1869, sejlede Great Eastern imidlertid ikke længere passagerer i rutefart.

## Bygning
Brunel havde anslået, at byggeriet af skibet ville koste omkring £500.000, men Scott Russells værft kom med et noget lavere bud på £377.200, heraf £275.200 for skroget, £60.000 for dampmaskine og kedler til skruen og £42.000 for dampmaskine og kedler til skovlhjulene. Værftet tilbød endda at sænke prisen til £258.000, hvis man med det samme kunne få kontrakt på et søsterskib. Brunel accepterede Scott Russells tilbud i maj 1853 uden indvendinger; Scott Russell var en meget dygtig skibsbygger, og Brunel stolede uden videre på denne højt respekterede kollega.
I foråret 1854 kunne byggeriet gå i gang. Først skulle man dog afklare, hvor skibet skulle bygges. I Scott Russells kontrakt indgik bygning af en dok til formålet, men prisen på £8.000–10.000 samt besvær med at finde en egnet lokalitet til dokken gjorde, man opgav dokløsningen. En normal stabelafløbning med agterstavnen først var umulig pga skibets længde, og i stedet besluttede man at bygge skibet langs med Themsen og lave sidelæns stabelafløbning.
Nu manglende man en passende byggeplads, for Scott Russells værft i Millwall var for lille. Naboværftet var imidlertid ledigt, og det blev derfor lejet til formålet og en jernbane anlagt mellem de to værfter, så materialer kunne komme frem.
Kølen blev lagt 1. maj 1854. Skroget var en ren jernkonstruktion, lavet af 30.000 smedejernsplader med standardmålene 301 x 83 cm (10 fod x 2 fod og 9 tommer), som var 25 mm tykke i bunden, 19 mm på siderne og 12 mm på dækket. Der var spanter for hver 18 m. Indvendig var skroget delt på langs af to 107 m lange og 18 m høje skot samt et antal tværgående skot, så skroget i alt bestod af 19 afdelinger. Great Eastern var det første skib med dobbeltskrog, noget som først blev almindeligt årtier senere, men som nu af sikkerhedshensyn er standard ved skibsbygning.
Skibet blev drevet med både sejl, skovlhjul og skrue. Skovlhjulene var 17 m i diameter og den firbladede skrue var 7,3 m i diameter. Maskinkraften kom fra fire dampmaskiner til skovlhjulene og en yderligere maskine til skruen. Samlet effekt anslås til 6 MW eller 8.000 hk.
Skibet havde seks master, som siges at være opkaldt efter arbejdsdagene i en uge, med masten 'Mandag' forrest og masten 'Lørdag' længst agter. Hun kunne sætte 1.686 m2 sejl, i form af syv gaffelsejl og op til ni, men normalt fire råsejl, og var rigget som en topsejlsskonnert med gaffelsejl på hver mast, en fok på forreste mast og tre råsejl på anden og tredje mast. En overgang havde også den fjerde mast tre ræer, men senere blev en del af sejlene fjernet. Sejlene kunne dog ikke bruges samtidig med dampmaskinerne, fordi den varme røg fra skorstenene havde det med at sætte ild i dem.

### Søsætning
Værftet løb i begyndelsen af 1856 ind i økonomiske problemer og truedes af konkurs. Det lykkedes Brunel at forhandle en aftale på plads, så skibet kunne færdiggøres, samtidig med at rederiet fik overdraget det ufærdige skib. I november 1858 var man klar til søsætning. Brunel havde håbet den kunne foregå uden den store opmærksomhed, men rederiet havde solgt 3.000 billetter til stabelafløbningen. Der var imidlertid problemer med de spil, som skulle trække skibet ud i Themsen, og først i fjerde forsøg 31. januar 1858 lykkedes søsætningen, hjulpet på vej af springflod, kraftig vind og kraftigere hydrauliske presser.
Alle havde regnet med, skibet skulle hedde "Great Eastern", fordi hun skulle være rederiet Eastern Steam Navigation Companys flagskib på sejlads til Australien, som modstykke til SS Great Western, som sejlede på Amerika. Stor var derfor overraskelsen, da Henrietta, datter af en af investorerne, navngav skibet "Leviathan". Samme sommer ændredes navnet dog til Great Eastern. Stedet for stabelafløbningen kan stadig ses i dag, tæt ved Burrell's Wharf på Isle of Dogs.

### Jomfrurejse
Jomfrurejsen var sat til den 30. august 1859, men blev udskudt til 6. september. Målet var Weymouth, hvorfra skulle sejles en prøvetur ud på Atlanten, inden rejsen skulle slutte i Holyhead i Wales. 9. september, da man var kommet ned ad Themsen og ud i den Engelske Kanal ud for Hastings, lød et kæmpebrag, da en eksplosion ødelagde dele af forskibet og den forreste skorsten. Fem fyrbødere blev skoldet til døde af udtrængende damp, fire-fem andre blev hård såret, mens én kastede sig overbord og druknede. Ulykken skyldtes en forkert indstillet dampventil, og virkningen blev forstærket af skibets kraftige skot. Seks dage efter ulykken døde Brunel.

## Passagerskib 1860–63
Skibet kom aldrig til at sejle på den tiltænkte rute til Fjernøsten og Australien, da efterspørgslen viste sig mindre end forventet. I stedet sejlede hun nogle år passagerer og gods til Nordamerika. Her var hun dog i konkurrence med hurtigere og mere bekvemme skibe, samt forfulgt af en række uheld, som begyndte med, at den i 1856 blandt 200 ansøgere udpegede kaptajn William Harrison i januar 1860 druknede i en bådulykke.
Første sejlads begyndte 17. juni 1860 med 35 betalende passagerer foruden den 418 mand store besætning, hvis fuldskab havde nødsaget den nyudpegede kaptajn John Vine Hall til at udsætte afrejsen en dag. Turen over Atlanten til New York tog 10 dage og 19 timer. Her blev skibet et tilløbsstykke for newyorkere, og i løbet af juli måned betalte over 140.000 besøgende billet for at komme ombord.
Anden sejlads afgik en af de første dage i maj 1861 fra Milford Haven i Wales. Afrejsen måtte udsættes, idet færgen som skulle fragte de 100 passagerer og deres baggage ud til det store skib grundstødte undervejs. Efter 9 dage og 13 timer anløb man New York. På tilbageturen 25. maj medtog skibet 194 passagerer og 5.000 tons hvede.
Tilbage i England blev skibet chartret af den britiske regering til transport af tropper til Quebec. Den 25. juni 1861 afsejlede skibet fra Liverpool med 2.144 soldater, 473 kvinder og børn og 200 heste, foruden 40 betalende passagerer. 8 dage og 6 timer senere nåede skibet frem til Quebec, hvorefter turen en måned senere gik retur til Storbritannien med 357 passagerer.
Tredje sejlads afgik 10. september 1861 fra Liverpool, med kaptajn James Walker. Efter to dages sejlads blæste det op til kuling, og skibet rullede voldsomt. Begge skovlhjul blev ødelagt og roret rev sig løs og beskadigede skruen, så at skibet ikke længere kunne manøvreres. Kaptajnen holdt passagererne hen i uvidenhed om situationen, mens han forgæves i den kraftige sø forsøgte at stabilisere skibet med bøjer. Passagererne dannede som modtræk en komite, som efter en tid fik kaptajnens tilladelse til at inspicere skibet. Her viste det sig, at al lasten havde revet sig løs, fordi den ikke var surret forsvarligt. Blandt passagererne var den amerikanske bygningsingeniør Hamilton Towle, som foreslog kaptajnen en måde at få roret til at virke igen ved at tøjre det med kæder. Kaptajnen var dog vrangvillig, og først efter pres fra komiteen blev Towles plan sat i værk. 15. september løjede stormen endelig af, og efter at skibet i 75 timer havde drevet for vejr og vind, kunne man endelig vende om og sætte kursen mod Cobh i Irland, hvor passagererne kom i land og fik fri rejse med andre skibe til Amerika. – I Milford Haven blev Great Eastern repareret og fik nye, lidt mindre skovlhjul og et forbedret ror. Da hun senere kom til USA, blev rederiet stævnet af Towle, som krævede den uhyre sum af $100.000 for at have reddet skibet, men ved retten blev tilkendt $15.000. Scientific American trykte en artikel om hændelsen og Towles anordning, men det er uvist om han nogensinde fik det tilkendte beløb udbetalt.
Rederiet havde oprindeligt aftalt med et canadisk jernbaneselskab at benytte Portland i Maine som anløbshavn i USA, og jernbaneselskabet havde følgelig anlagt en banelinje og anløbsbro. Da man i stedet anløb New York, anlagde jernbaneselskabet erstatningssag. Selvom den første sejlads havde indbragt omkring £14,000, var rederiets økonomi i dårlig stand, også fordi man tabte et søgsmål fra Scott Russells værft om £18.000 for udbedring af skaderne efter eksplosionen på jomfrurejsen. Pengene blev i første omgang skaffet ved at udstede selskabsobligationer.
Fjerde sejlads afgik fra Milford Haven 7. maj 1862 med 138 passagerer, som ti dage senere ankom til New York. Her blev skibet et tilløbsstykke, med 3.000 besøgende om dagen. Tilbageturen til Liverpool tog 9½ dag og blev en god forretning, med 389 passagerer og 3.000 tons gods.
Femte sejlads ankom 11. juli 1862 til New York med 376 passagerer, mens 500 passagerer og 8.000 tons gods tog tilbageturen til Liverpool, hvor man ankom 7. august.
Sjette sejlads afgik 17. august fra Liverpool med 1.530 passagerer og ganske meget gods, så at skibet nu stak de maksimale 9,1 m. Af frygt for at gå på grund på Sandy Hook sejlede kaptajnen i stedet ad Long Island Sound mod New Yorks havn. Ud for Montauk stødte skibet dog på et skær, senere kaldet Great Eastern Rock, og krængede lidt. Der var ingen læk at se og man fortsatte, med svag slagside til bagbord, mod havnen. Undersøgelser viste en 3 m bred og 25 m lang flænge i skroget. Skibet var for stort til at kunne komme i dok, og i stedet udtænktes en løsning, hvor en 32 x 4,6 x 2,4m stor flyde-caisson blev placeret uden på flængen, holdt på plads af kæder. Men den Amerikanske Borgerkrig gjorde det svært at skaffe tilstrækkeligt med jernplader, og i stedet for de planlagte to uger tog reparationen tre måneder og kostede rederiet omkring £70.000. 6. januar 1863 kunne skibet endelig afsejle mod Liverpool.
I 1863 gjorde Great Eastern sine sidste tre sejladser til New York, med 2.700 passagerer til Amerika og 970 tilbage til Storbritannien, foruden en stor mængde gods. På den sidste af de tre sejladser blev det ene skovlhjul beskadiget på udturen, mens et lille sejlskib blev vædret på hjemturen. På grund af en priskrig mellem de konkurrerende rederier Cunard og Inman tabte Great Eastern £20.000 på disse sidste sejladser, og med en gæld på over £142.000 blev rederiet nødt til at lægge skibet op.

## Kabellægger 1866-74
I januar 1864 blev skibet sat til salg på auktion i Liverpool, med et åbningsbud på £50.000. Da ingen bød på skibet, blev auktionen udsat tre uger, og på en ny auktion blev det solgt for £25.000, en meget lav pris, da skibet var £100.000 værd i materialer alene. Køber var det nydannede Great Eastern Steamship Company, som straks udlejede Great Eastern til det ligeledes nydannede Telegraph Construction and Maintenance Company (Telcon). Formålet var at bruge skibet som kabellægger, ved lægning af et nyt transatlantisk telegrafkabel, til erstatning for det første transatlantiske kabel, som blev lagt i 1858, men som var blevet ødelagt.
Ombygningen til kabellægger bestod i at fjerne den ene skorsten og tilhørende kedler, foruden store dele af kahytterne og salonerne til passagerer. Her blev i stedet bygget tre store cylinderformede tanke, omkring 17 m i diameter og 6 m dybe, hvor det 2.500 sømil lange og 7.000 tons tunge søkabel kunne ligge oprullet. Efter et mislykket forsøg i 1865 lykkedes det året efter at lægge det første funktionsdygtige transatlantiske telegrafkabel, mellem vestkysten af Irland og Newfoundland ud for Canadas østkyst. I de følgende år frem til 1874 lagde Great Eastern mere end 48.000 km telegrafsøkabler, således i 1869 et transatlantisk kabel mellem Brest i Frankrig og Newfoundland, i 1870 et kabel fra Suez over Aden og til Bombay og endelig i 1873-74 endnu to transatlantiske kabler fra Irland til Newfoundland.
Indimellem kabellægningerne blev Great Eastern i 1867 udlejet til et fransk selskab, som ombyggede skibet med henblik på at sejle rige amerikanere over til verdensudstillingen i Paris det år. Ved ombygningen blev skibet som noget nyt udstyret med hydraulisk servostyring af roret, som indtil da var blevet betjent manuelt. Turen frem og tilbage over Atlanten blev en økonomisk fiasko. Godtnok tog 1.000 passagerer turen over til Amerika, heriblandt Jules Verne, som lod sig inspirere til romanen En svømmende by, men hvor man på tilbageturen til Europa havde regnet med 4.000 passagerer, kom der kun 191.

## Ophugning
I slutningen af 1870-erne havde skibet meget lidt at lave og lå for det meste opankret i Milford Haven, hvor det i 1876 blev brugt som stillads ved bygning af en tørdok rundt om skibet. I oktober 1881 blev skibet solgt til et London-handelsfirma, som ville bruge det til forsyning af Gibraltar med kul. Forinden blev skibet dog lejet af stormagasinet Lewis’s i Liverpool, som ombyggede det til kombineret reklamesøjle og forlystelsesetablissement på Mersey-floden. De store kabelkasser blev ombygget til music halls, og mellem to af masterne kunne man se trapez-akrobater udføre deres numre. For en pris af 1 penny kunne man få et fint litografi af skibet trykt på sit eget lommetørklæde. Omkring en halv million mennesker besøgte skibet under Lewis’s lejemål, et af de få tilfælde hvor man tjente penge på skibet. Skibets ejer fik blod på tanden for at afholde lignende arrangementer i andre havne, men et besøg i Dublin i foråret 1887 blev en fiasko, ligesom senere besøg tilbage ved Liverpool og på Clyde-floden ved Glasgow. I oktober 1887 blev skibet derfor sat til salg, og det blev købt for £16.000 af ophugningsfirmaet Henry Bath and Sons, som med besvær fik skibet slæbt tilbage til Liverpool, idet dampmaskinerne efterhånden var så nedslidte og ustabile, at skibet kun kunne gøre en fart af 4 knob.
Salg af metal fra skibet indbragte £36.000, og souvenirjægere fra hele verden købte for yderligere £22.000. Ophugningen ville derfor have været en god forretning, hvis ikke det var fordi skibet viste sig at være så solidt bygget, at det var tilsvarende tidskrævende at skille ad, især fordi de titusindvis af nitter var lavet så godt. Det tog 200 mand to år at hugge skibet op, og som noget nyt brugte man en nedrivningskugle, som viste sig i stand til at knække nitterne.
En af skibets master blev købt af fodboldklubben Everton til deres stadion Anfield, der hvor nu Liverpool FC har hjemmebane.

## Eftermæle
- SS Great Eastern er emnet for sangen Ballad of the Great Eastern fra Stings album The Last Ship.

## Billeder
- Fordækket under bygningen, 1857
- Great Eastern under bygningen i november 1857
- Søsætningsrampen kan stadig ses ved Millwall i London
- Satiretegning om de mange mislykkede forsøg på at søsætte skibet
- Bladtegning ca. 1877
- Model af SS Great Eastern på Langdon Down Museum
- Denne flagstang ved Anfield stadion stammer fra en af masterne på Great Eastern